# Notație infixată

Ordinea operanzilor și operatorului în notația infixată

Notația infixată este notația comună (normală), folosită în mod obișnuit în expresiile aritmetice și logice. Se caracterizează prin plasarea operatorilor între operanzi, cum ar fi semnul plus în expresia  2 + 2.

## Folosire
Expresiile binare sunt adesea notate printr-un simbol infixat, cum ar fi a ∈ A când a este un element al mulțimii A. În geometrie, dreptele perpendiculare a și b sunt notate {\displaystyle a\perp b\ ,} iar în geometria proiectivă două puncte b și c sunt în perspectivă când {\displaystyle b\ \doublebarwedge \ c} în timp ce sunt conectate printr-o proiectivitate când {\displaystyle b\ \barwedge \ c.}
Notația infixată este mai dificil de tratat de către computere decât notația prefixată (de exemplu, + 2 2) sau cea postfixată (de ex. 2 2 +). Totuși, multe limbaje de programare o folosesc datorită familiarității sale. Este practic universal folosită în aritmetică, de ex. 5 × 6.

## Alte notații
Notația infixată trebuie distinsă de notația de tip funcție, unde simbolul unei funcții sugerează o anumită operație, iar argumentele acesteia sunt operanzii. Un exemplu de astfel de notație de funcție ar fi S(1, 3) în care funcția „S” ar nota adunarea: S(1, 3) = 1 + 3 = 4.

## Ordinea operațiilor
În notația infixată, spre deosebire de notațiile prefixată sau postfixată, pentru a indica ordinea în care se intenționează efectuarea operațiilor sunt necesare paranteze, care înconjoară grupuri de operanzi și operatori. În absența parantezelor, ordinea operațiilor este determinată de anumite reguli de precedență.